# Инцидент у Глајвицу
Инцидент у Глајвицу или Препад на Глајвиц је био инсценирани напад који је извела група официра „безбедносне службе“ (Зихерхајтсдинст) под командом Алфреда Хелмута Наујокса на радио-станицу Sender Gleiwitz у Глајвицу (данашње Гливице у Пољској) 31. августа 1939. Операцију је испланирао Рајнхард Хајдрих, а послужила је као оправдање за напад Нацистичке Немачке на Пољску, 1. септембра 1939, чиме је отпочео Други светски рат.

## Позадина и планирање
На састанку са командантима копнене војске, морнарице и ваздухопловства који је одржан 22. августа 1939, Адолф Хитлер је издао наређење за напад на Пољску, рекавши да „Пољска мора бити уништена“. Током састанка, рекао је да ће постојати повод за напад:
Даћу повод за почетак рата. Није битно да ли је веродостојан или није. Победника после не питају да ли је говорио истину. Када се започиње и води рат, није битно право, него победа.
Операција је испланирана неколико дана раније. Дана 10. августа, Алфред Наујокс позван је у канцеларију Рајнхарда Хајдриха, где је добио наређење да са још неколико људи изврши инсценирани напад:
Ићи ћете са још пет или шест чланова Зихерхајтсдинста у Глајвиц. У одређено време, које ће вам бити саопштено, инсценираћете напад на радио станицу. Треба изазвати утисак да су тај напад извели Пољаци. Нашој пропаганди је због иностране штампе потребан доказ да је Пољска више пута повредила границу.
Наујоксу је саопштено да ће им по доласку у Глајвиц бити стављен на располагање Немац који говори пољски, који ће одржати говор након заузимања станице. Шифра за напад била је Konserven. Након доласка у Глајвиц, Наујокс је контактирао шефа Гестапоа у Глајвицу, Хајнриха Милера, који му је рекао да ће му бити стављено на располагање неколико криминалаца који ће бити обучени у пољске униформе и остављени мртви на месту инцидента.

## Напад
Рајнхард Хајдрих издао је наређење за напад телефоном 31. августа у поподневним часовима. Напад је требало извести у 8 сати. Напад је изведен по плану. Редовни програм радио-станице је прекинут, а коментатор је на пољском језику три до четири минуте говорио против нациста, псовао и позивао на ослобођење. Следећег дана Немачка је напала Пољску, користећи инсценирани напад као изговор.